# Góra Wał (Mstów)
Góra Wał (inaczej Góra Trzeciego Maja lub góra Na Wale) – wzniesienie o wysokości 293 m n.p.m. położone na Wyżynie Częstochowskiej, w Mstowie, w powiecie częstochowskim. Zachodni wierzchołek bardziej rozległego wzgórza Chrapoń. Znajduje się na prawym brzegu Warty, w rejonie jej przełomu, w miejscu, gdzie rzeka zmienia kierunek ze wschodniego na północno-wschodni. Obok wzgórza przebiega droga wojewódzka nr 786.
Na szczycie wzniesienia znajduje się metalowy krzyż na kamiennym postumencie. Na przełomie 1914 i 1915 roku w pobliżu wzgórza przebiegał front I wojny światowej. Krzyż został postawiony w 1917 roku jako wotum związane z zakończeniem walk. W jego postumencie są wmurowane pociski artyleryjskie z tego okresu.
W 2017 roku okolice wzgórza zostały uporządkowane. Odnowiono wówczas stojący na szczycie krzyż oraz zbudowano ścieżkę prowadzącą od źródła Stoki (najbardziej strome odcinki zostały wyposażone w schody terenowe). Uporządkowano wówczas także obszar wokół źródeł – powstał nowy chodnik przy drodze przebiegającej nad źródłami (pełniący jednocześnie funkcję tarasu widokowego), a przy samym źródle wybudowano zejście oraz niewielką platformę.
Przypuszczano, że na wzgórzu znajdował się wczesnośredniowieczny gród obronny. Badania archeologiczne z 2016 roku nie potwierdziły jednak tej tezy.

## Przyroda
Zachodnie oraz północne zbocza wzniesienia porośnięte są lasem. Główne gatunki drzew to świerki, sosny, dęby, klony i buki. Południowe i wschodnie zbocza pokryte są łąkami, na których występują murawy kserotermiczne. Stwierdzono tu obecność takich roślin, jak zawilec wielkokwiatowy, dziewięćsił popłocholistny (jest to jedyne na Wyżynie Krakowsko-Częstochowskiej stanowisko tego gatunku), dziewięćsił pospolity, chaber nadreński, driakiew żółta, szałwia okręgowa, kłosownica pierzasta, marzanka pagórkowa, głowienka wielkokwiatowa.
W 2015 roku przeprowadzono zabiegi mające na celu przywrócenie właściwej fizjonomii zbiorowiska roślinno-stepowego. Zabiegi te objęły usunięcie drzew, krzewów oraz inwazyjnych gatunków roślin. W celu podtrzymania efektu prac na murawie prowadzony jest kontrolowany wypas owiec.
Obok wzniesienia, w dolinie Warty, znajduje się źródło Stoki. Woda wypływająca z tego źródła jest odprowadzana bezpośrednio do rzeki, w okresie wezbrań źródła te mogą być zalane. Źródła tego typu są charakterystyczne dla przełomów rzek rozcinających masywy skał węglanowych. W źródle występuje chroniony gatunek okrzemki – Caloneis lancettulaz.